# 武谷牧子
武谷 牧子（たけや まきこ、1953年2月17日 - ）は、日本の小説家。鹿児島県生まれ。1975年、慶應義塾大学文学部英文科を卒業する。1995年、「英文科AトゥZ」で第8回小説すばる新人賞を受賞する（同時受賞は、早乙女朋子「バーバーの肖像」）。2006年、『テムズのあぶく』で第1回日経小説大賞を受賞する。

## 作品リスト
- 『英文科AトゥZ』集英社 1996
- 『シカゴ、君のいた街』集英社 1997
- 『ガールフレンズ』集英社 1999
- 『テムズのあぶく』日本経済新聞 2007
- 『感傷教育 a boy met a girl』日本経済新聞出版社 2008
- 『リターン・チケット』日本経済新聞出版社 2009